# Посев (издательство)
Свободное русское издательство «Посев» (Possev-Verlag) — издательство, учреждённое в Западной Германии российскими эмигрантами из Народно-трудового союза и выпускающее книги (в том числе художественную литературу) на русском языке, а также журналы «Посев» и «Грани».

## История
Издательство «Посев» основано в 1945 году в лагере для перемещённых лиц Мёнхенгоф в американской зоне оккупации Германии.
В 1947 году издательство переезжает в Лимбург-на-Лане, а в январе — во Франкфурт-на-Майне (ФРГ).
В 1992 году был открыт филиал в Москве.

## Главные редакторы
- Борис Витальевич Серафимов (Прянишников) (1945—1946)
- Александр Семёнович Светов (Парфёнов) (1946—1947)
- Евгений Романович Романов (Островский) (1947—1954)
- Лев Александрович Рар (1954—1962, 1974—1980)
- Георгий Сергеевич Околович (1962—1970)
- Олег Владимирович Перекрестов (1970—1974)
- Николай Борисович Жданов (1980—1992)
- Екатерина Алексеевна Самсонова-Брейтбарт (1992—1993)